# جوزيف كيث سيمونز
جوزيف كيث سيمونز (بالإنجليزية: Joseph Keith Symons)‏ هو كاهن كاثوليكي أمريكي، ولد في 14 أكتوبر 1932 في بلدة شامبيون في الولايات المتحدة.